# Двуречанское
Двуреча́нское (укр. Дворічанське) — посёлок,
Каменский сельский совет,
Двуречанский район, Харьковская область, Украина.
Код КОАТУУ — 6321881503. Население по переписи 2001 года составляет 351 (172/179 м/ж) человек.

## Географическое положение
Посёлок Двуречанское находится возле балки Попов Яр, в 2 км от села Лихолобовка (нежилое), в 6 км от села Каменка.
Возле посёлка небольшой лесной массив — урочище Барычок (дуб).

## История
- 1910 — дата основания.

## Экономика
- В селе есть молочно-товарная ферма.